# Denny Kantono
Denny Kwan Kantono (Samarinda, 12 de enero de 1970) es un deportista indonesio que compitió en bádminton, en la modalidad de dobles. Participó en los Juegos Olímpicos de Atlanta 1996, obteniendo una medalla de bronce en la prueba de dobles.

## Palmarés internacional
| Juegos Olímpicos | Juegos Olímpicos         | Juegos Olímpicos  | Juegos Olímpicos |
| Año              | Lugar                    | Medalla           | Prueba           |
| ---------------- | ------------------------ | ----------------- | ---------------- |
| 1996             | Atlanta (Estados Unidos) | Medalla de bronce | Dobles           |